# Dicliptera membranacea
Dicliptera membranacea är en akantusväxtart som beskrevs av Emery Clarence Leonard. Dicliptera membranacea ingår i släktet Dicliptera och familjen akantusväxter. Inga underarter finns listade i Catalogue of Life.